# 李恩熙
李恩熙（韓語：이은희，1977年7月24日—），韓國女演員。兄長為韓國著名男演員李炳憲，嫂子為韓國著名女演員李珉廷。
1996年當選韓國小姐冠軍。2001年任職極東大學經營學部兼任教授，2006年接下演藝車站的主持工作，現已淡出演藝圈，經營服飾店。
2012年3月18日，與戀愛4年、比自己年長1歲的網絡遊戲公司職員舉行婚禮。

## 演出作品

### 電影
- 1988年：《외계인코브라》
- 1988年：《Byon Gang-soi》
- 1994年：《現今時代的愛》

## 外部連結
- EPG 
- Yahoo Korea 